# Campeonato Norte-Coreano de Futebol
A DPR Korea Premier Football League (Chosŏn'gŭl: 최상급축구련맹전; Hanja: 最上級蹴球聯盟戰; português: Primeira Liga de Futebol da RDP da Coréia) é a principal competição anual de futebol disputada entre os principais clubes da Coreia do Norte.

## História
Sua primeira edição ocorreu em 1960, mas não existe informações sobre os vencedores da competição até 1984. A Liga Norte-Coreana continha duas competições distintas até 2009, mas esses dois torneios foram reunidos em uma única fase após uma reforma no sistema de futebol do país, em 2010.
O campeonato nacional da Coreia do Norte não é totalmente profissional - os fundos podem ser atribuídos às equipes na forma de bolsas. Por causa da relutância do regime, a Federação de Futebol da Coreia do Norte não reconhece as regras mundiais de transferência internacional de atletas. Em virtude desses fatos, os campeões nacionais do país geralmente não são aceitos em nenhuma competição de clubes da Confederação Asiática de Futebol.